# Thoré
A Thoré folyó Franciaország területén, az Agout bal oldali mellékfolyója.

## Földrajzi adatok
A folyó Hérault megyében ered és Castres városkánál ömlik be az Agout-ba. Hossza 61,6 km. 
Mellékfolyói a Salesse, Arn, Arnette.

## Megyék és városok a folyó mentén
- Hérault: Verreries-de-Moussans
- Tarn: Labastide-Rouairoux , Saint-Amans-Soult , Mazamet , Labruguière